# Oulema tristis
Oulema tristis là một loài bọ cánh cứng trong họ Chrysomelidae. Loài này được Herbst miêu tả khoa học năm 1786.